# Каруссо, Матиас
Мати́ас Никола́с Кару́ссо (исп. Matías Nicolás Caruzzo; 15 августа 1984, Буэнос-Айрес, Аргентина) — аргентинский футболист, защитник, тренер.

## Биография
Каруссо прошёл молодёжную академию «Архентинос Хуниорс» перед тем, как дебютировать в основной команде 25 марта 2006 года в матче против «Химнасии-и-Эсгримы» из Хухуя, завершившемся поражением 3:1.
Каруссо был важным звеном в составе «Архентинос Хуниорс», который выиграл Клаусуру 2010. Он сыграл во всех 19 матчах и забил важный гол в победном матче (4:3) против «Индепендьенте», в предпоследней игре победной кампании его клуба.
Каруссо последовал в «Бока Хуниорс» за тренером Клаудио Борги, который привёл «Архентинос Хуниорс» к чемпионству. «Бока» заплатила «Архентинос» 2,5 млн долларов плюс процент от будущей возможной продажи.
20 мая 2009 года Каруссо дебютировал на международном уровне в товарищеском матче против Панамы. Альбиселеста, составленная из игроков, выступающих в чемпионате Аргентины, выиграла со счётом 3:1.

## Достижения

### Клуб
Архентинос Хуниорс
- Примера: Клаусура 2010

 Бока Хуниорс
- Примера: Апертура 2011

 Сан-Лоренсо
- Обладатель Суперкубка Аргентины (1): 2015